# لاري روبين
لاري روبين (بالإسبانية: Larry Rubin)‏ هو شخصية أعمال مكسيكي، ولد في 31 أغسطس 1974 في مدينة مكسيكو في المكسيك.